# Pantalla de plasma
Una  pantalla de plasma  (PDP:  plasma display panell ) és un tipus de pantalla plana habitualment usada en televisors de gran format (de 37 a 70 polzades) durant la dècada dels 2000. Als EUA van deixar de comercialitzar-se el 2014, i la Xina les deixa de fabricar el 2016.

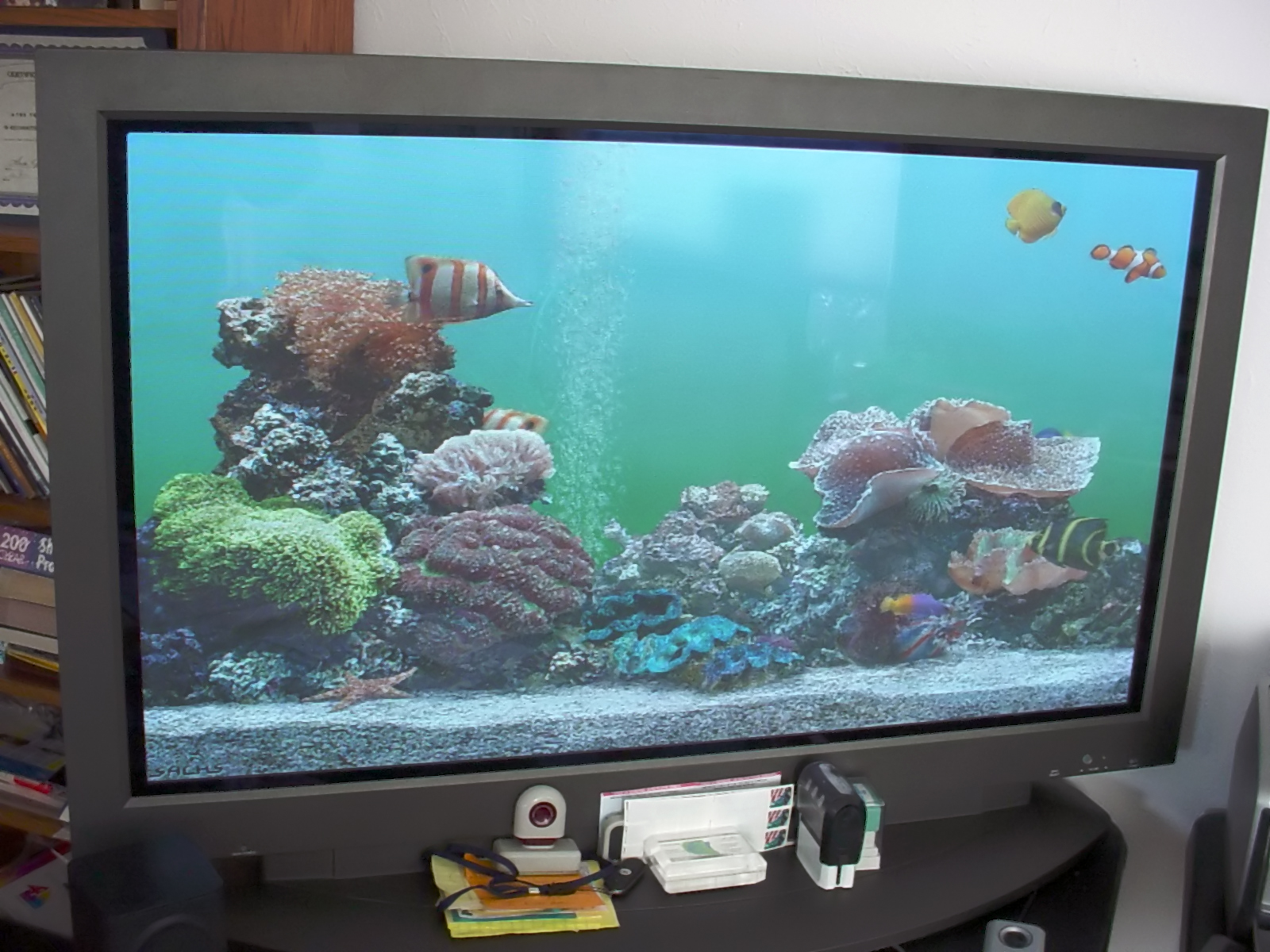
Televisió de pantalla de plasma

Un desavantatge de les primeres versions d'aquest tipus de pantalles en grans formats, com 42, 45, 50, i fins a 70 polzades, és l'alta quantitat de calor que emanaven, el que no era gaire agradable per a un usuari que agradi de llargues hores de televisió o videojocs. Un clar avantatge és que no contenien mercuri, com per exemple les de LCD que són molt contaminants. Consta de moltes cel·les diminutes situades entre dos panells de vidre que contenen una barreja de gasos nobles (neó i xenó). El gas en les cel·les es converteix elèctricament en plasma, el qual provoca que una substància fosforescent (que no és fòsfor) emeti llum.

## Història
La pantalla de plasma es va inventar a la universitat d'Illinois per part de Donald L. Bitzer i de H. Gene Slottow el 1964 per al sistema informàtic "Platon". Els panells monocromàtics originals eren generalment de color ataronjat o verd.
El 1975, Larry Weber de la universitat d'Illinois va intentar crear un display de plasma de color, finalment va arribar a la seva meta el 1995. L'ample angle de visió i la superior brillantor dels panells de plasma de color, han fet molt populars els moderns televisors de plasma.

## Funcionament
Les pantalles de plasma utilitzen una tecnologia similar als tubs fluorescents o de neó. Una pantalla de plasma consisteix en 2 panells de cristall separats 0.01 mm, cadascun amb elèctrodes. Entre els 2 vidres es troben fòsfors dels 3 colors (R G B). En aplicar-los un voltatge, s'activa una emissió ultra-violada que reacciona amb els fòsfors produint els colors que s'exposen pel panell frontal. S'utilitza una matriu d'elèctrodes governats per un camp elèctric constant inferior a la tensió d'excitació de les cel·les del gas dielèctric existent de voltatge el gas s'ionitza i es converteix en plasma (ions + electrons). El procés d'excitació es renova 50 vegades per segon.
Com que la pantalla és àuto-emissora, no es necessita projectar llum, llavors es millora en resolució brillantor i contrast, es redueix el volum (gruixos de 8 cm) i el pes (menys de 30 kg). Els displays de plasma tenen un angle de visió fins al 160º tant en vertical com en horitzontal. La distància entre els elèctrodes oscil·la entre 0.3 i 0.82 mm.

## Característiques generals

Composició d'una pantalla de plasma.

Les pantalles de plasma són brillants (1.000 lux o més per al mòdul de pantalla), tenen una àmplia gamma de colors i es poden produir en mides força grans, fins a 3,8 metres (150 polzades) en diagonal. Tenien un nivell de negre de "cambra fosca" molt lluminós en comparació amb el gris clar de les parts no il·luminades d'una pantalla LCD. (Com que els panells de plasma estan il·luminats localment i no requereixen llum de fons, els negres són més negres al plasma i més grisos a les pantalles LCD.) El panell de la pantalla té prop de 6 cm de gruix, cosa que permet que el gruix total del dispositiu (inclosos els components electrònics) sigui inferior a 10 cm (3,9 polzades). El consum d’energia varia molt amb el contingut de la imatge, amb escenes brillants que aporten molta més potència que les més fosques; això també passa amb els CRT i els LCD moderns, on la brillantor de la llum de fons LED s’ajusta dinàmicament. El plasma que il·lumina la pantalla pot assolir una temperatura d'almenys 1200 °C. El consum d’energia típic és de 400 watts per a una pantalla de 127 cm (50 polzades). La majoria de les pantalles estan configurades de manera predeterminada en mode "viu" de fàbrica (cosa que maximitza la brillantor i augmenta el contrast de manera que la imatge de la pantalla es vegi bé sota els llums extremadament brillants que són habituals a les botigues grans), que dibuixa almenys dues vegades la potència (al voltant de 500-700 watts) d'un paràmetre "domèstic" de brillantor menys extrema. La vida útil de les pantalles de plasma d’última generació s’estima en 100.000 hores (11 anys) de temps de visualització real o 27 anys en 10 hores al dia. Aquest és el temps estimat durant el qual la brillantor màxima de la imatge es degrada fins a la meitat del valor original.
Les pantalles de plasma estan fetes de vidre, cosa que pot provocar enlluernaments a la pantalla de fonts de llum properes. Els panells de visualització de plasma no es poden fabricar econòmicament en mides de pantalla inferiors a 82 centímetres (32 polzades). Tot i que algunes empreses han aconseguit fabricar televisors de definició millorada de plasma (EDTV) tan petits, encara menys han produït televisors HD de plasma de 32 polzades. Amb la tendència cap a la tecnologia de televisió de pantalla gran, la mida de la pantalla de 32 polzades desapareix ràpidament. Tot i que es consideren voluminosos i gruixuts en comparació amb els seus homòlegs LCD, alguns conjunts com la sèrie Z1 de Panasonic i la sèrie B860 de Samsung són fins a 2,5 cm de gruix, cosa que els fa comparables als LCD en aquest sentit.
Les tecnologies de visualització competitives inclouen tub de raigs catòdics (CRT), díode emissor de llum orgànic (OLED), projectors CRT, AMLCD, Panell DLP de processament digital de llum, SED-tv, pantalla LED, pantalla d’emissió de camp (FED) i pantalla de punts quàntics (QLED)).

## Detalls funcionals
Els gasos xenó i neó en un televisor de plasma estan continguts en centenars de milers de cel·les diminutes entre dues pantalles de vidre. Els elèctrodes també es troben «emparedats» entre els dos vidres, a la part frontal i posterior de les cel·les. Certs elèctrodes se situen darrere de les cel·les, al llarg del panell de vidre del darrere, i altres elèctrodes, que estan envoltats per un material aïllant dielèctric i coberts per una capa protectora d'òxid de magnesi, estan situats davant de la cel·la, a al llarg del panell de vidre frontal. El circuit carrega els elèctrodes que es creuen creant diferència de voltatge entre la part del darrere i la frontal, i provoquen que el gas és iònic i formi el plasma. Posteriorment, els ions del gas corren cap als elèctrodes, on col·lideixen emetent fotons.

## Relació de contrast
La relació de contrast és la diferència entre les parts més brillants i fosques d’una imatge, mesurades en passos discrets, en un moment donat. Generalment, com més alta és la relació de contrast, més realista és la imatge (tot i que el "realisme" d'una imatge depèn de molts factors, inclosa la precisió del color, la linealitat de la luminància i la linealitat espacial). Les relacions de contrast de les pantalles de plasma sovint s’anuncien fins a 5.000.000: 1. A la superfície, aquest és un avantatge significatiu del plasma sobre la majoria de les altres tecnologies de visualització actuals, una excepció notable és el díode emissor de llum orgànic.. Tot i que no hi ha directrius a tot el sector per informar de la relació de contrast, la majoria dels fabricants segueixen l'estàndard ANSI o realitzen una prova completa. L'estàndard ANSI utilitza un patró de prova a quadres mitjançant el qual es mesuren simultàniament els negres més foscos i els blancs més clars, obtenint les qualificacions "reals" més precises. En canvi, una prova completa contra mesura mesura la proporció mitjançant una pantalla negra pura i una pantalla blanca pura, que dona valors més alts però no representa un escenari de visualització típic. Algunes pantalles, que utilitzen moltes tecnologies diferents, presenten algunes "fuites" de llum, a través de mitjans òptics o electrònics, des de píxels il·luminats fins a píxels adjacents, de manera que els píxels foscos que són propers als brillants semblen menys foscos que durant una pantalla completa. Els fabricants poden millorar artificialment la relació de contrast reportada augmentant la configuració de contrast i brillantor per aconseguir els valors de prova més alts. Tanmateix, una relació de contrast generada per aquest mètode és enganyosa, ja que el contingut seria essencialment inabastable en aquests paràmetres.
Cal que cada cèl·lula del display de plasma es precarregui abans d’encendre-la, en cas contrari la cèl·lula no respondria prou ràpidament. La precàrrega normalment augmenta el consum d’energia, de manera que poden existir mecanismes de recuperació d’energia per evitar un augment del consum d’energia. This precharging means the cells cannot achieve a true black, Aquesta precàrrega significa que les cèl·lules no poden aconseguir un veritable negre, [49]mentre que un panell LCD retroil·luminat amb LED pot apagar parts de la llum de fons en "taques" o "pegats" (aquesta tècnica, però, no impedeix que la gran llum passiva acumulada de les làmpades adjacents i els mitjans de reflexió retornin valors de dins del plafó). Alguns fabricants han reduït la precàrrega i la brillantor de fons associada, fins al punt que els nivells de negre dels plasmes moderns comencen a estar a prop d’alguns CRT de gamma alta produïts per Sony i Mitsubishi deu anys abans de les pantalles de plasma comparables. És important tenir en compte que les pantalles de plasma es van desenvolupar durant deu anys més que les CRT; és gairebé segur que si els CRT s'haguessin desenvolupat durant el temps que hi haguessin pantalles de plasma, el contrast dels CRT hauria estat molt millor que el contrast de les pantalles de plasma. Amb un LCD, els píxels negres es generen mitjançant un mètode de polarització de la llum; molts panells no poden bloquejar completament la llum de fons subjacent. Ús de panells LCD més recentsLa il·luminació LED permet reduir automàticament la il·luminació de fons en escenes més fosques, tot i que aquest mètode no es pot utilitzar en escenes d’alt contrast, deixant una mica de llum que apareix en parts negres d’una imatge amb parts brillants, com ara (a l'extrem) una pantalla negra sòlida amb una fina i brillant línia intensa. Això s'anomena efecte "halo" que s'ha reduït al mínim en els nous LCD retroiluminats amb LED amb atenuació local. Els models Edgelit no poden competir amb això, ja que la llum es reflecteix mitjançant una guia de llum per distribuir la llum darrere del panell.

## Efecte de pantalla cremada

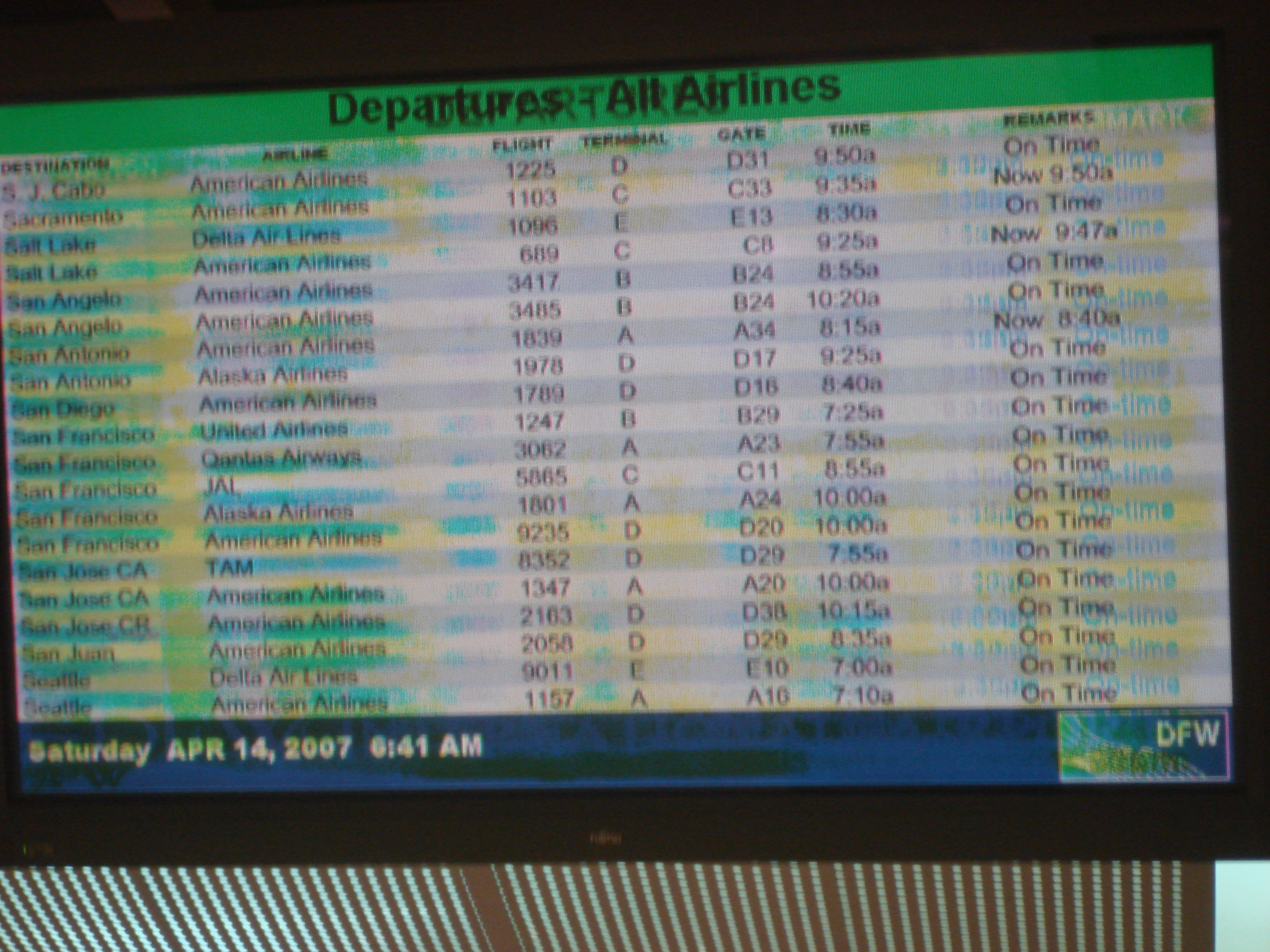
Pantalla molt cremada (pantalla de l'aeroport de Dallas Fort-Worth. Fotografia de 2007).

En les pantalles electròniques basades en fòsfor (incloent televisions de rajos catòdics i de plasma), una exposició perllongada d'una imatge estàtica pot provocar que els objectes que es mostrin en ella quedin marcats en la pantalla durant un temps. Això és degut al fet que els compostos fosforescents que emeten la llum perden la seva lluminositat amb l'ús. Com a resultat, quan certes àrees de la pantalla són usades més freqüentment que altres, al llarg del temps les àrees de baixa lluminositat es tornen visibles a simple vista, això es coneix com a pantalla cremada. Un símptoma molt comú és que la qualitat de la imatge disminueix gradualment conforme a les variacions de lluminositat que tenen lloc al llarg del temps, resultant una imatge amb aspecte «enfangat».
Les pantalles LCD, per contra, solien patir l'anomenat «efecte fantasma», cosa desconeguda en les pantalles CRT i plasma.

## Avantatges
- Capaç de produir negres més profunds que els LCD, permetent una relació de contrast superior.[18][19][20]
- Com que fan servir els mateixos fòsfors o similars que s’utilitzen a les pantalles CRT, la reproducció del color del plasma és molt similar a la dels CRT.
- Angles de visió més amplis que els de la pantalla LCD; les imatges no pateixen degradació a menys d’angles rectes com els LCD. Les pantalles LCD que fan servir la tecnologia *IPS tenen els angles més amplis, però no són iguals al rang de plasma degut principalment a "IPS glow", una boira generalment blanquinosa que apareix a causa de la naturalesa del disseny de píxels IPS.[18][19]
- Desenfocament de moviment menys visible, gràcies en gran part a taxes de refresc molt altes i a un temps de resposta més ràpid, que contribueixen a un rendiment superior en mostrar contingut amb quantitats importants de moviment ràpid, com ara carreres automàtiques, hoquei, beisbol, etc.[18][19][21][22]
- Uniformitat superior. Les llums de fons del panell LCD gairebé sempre produeixen nivells de brillantor desiguals, tot i que això no sempre es nota. Els monitors d’ordinador de gamma alta tenen tecnologies per intentar compensar el problema de la uniformitat.[23][24]
- No es veu afectat per l'enfosquiment del procés de polit. Alguns tipus de panells LCD, com ara IPS, requereixen un procés de polit que pot introduir una boira que normalment es denomina "opacitat".[25]
- En el seu moment àlgid, eren menys costosos per al comprador per polzada quadrada que els LCD, sobretot quan es considerava un rendiment equivalent.[26]

## Inconvenients
Limitacions del plasma: La limitació final de les pantalles de plasma és la mida del píxel. Actualment, una de les principals limitacions que presenten es troba en la mida dels píxels, limitat als 0.3 mm. Per aquesta raó els PDP no poden aconseguir penetrar en el mercat dels PC d'escriptori. Amb el temps potser aconsegueixin establir-se com tecnologies de TV o presentadors de pantalla gran, entre 25 i 70 polzades.